# Delhisultanatet

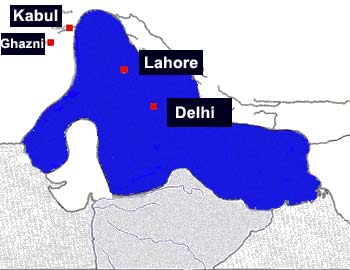
Sultanatet som störst: Under Iltutmish

Delhisultanatet är en samlande beteckning för de fem sultandynastier som härskade över norra Indien mellan 1210 och 1526.

## Sultanatets historia
Mot slutet av 1100-talet invaderades norra Indien av Muhammad av Ghor. Han erövrade först Ghazniriket, sedan Multan, Sindh, Lahore och slutligen Delhi. 
En av Muhammeds generaler, Qutb ud-Din Aybak|, utropade sig efter Muhammeds död till sultan av Delhi, och grundade sålunda mamluckdynastin. Ordet "mamluck" känns igen från Mellanöstern, och detta beror på att mamluckerna var slavsoldater i muslimska arméer.
Till en början expanderade delhisultanatet snabbt, och nådde sin största utsträckning under sultan Iltutmish (1211-1236). Inget större rike på indiska halvön förblev oberört av delhisultanatet.
Delhisultanatet baserade sin ekonomi på den skatt som icke-muslimer kan tvingas betala i muslimska stater, jizya.
Det kanske största bidrag delhisultanatet hade att ge Indien var det skydd man gav mot de mongoliska härjningar som annars drabbade de flesta länder i Asien. Man klarade sig dock inte helt - 1398 plundrades Delhi av Timur Lenk.
Ett antal nya städer växte också upp under denna tid av kulturell renässans i Indien, där den erövrande islamska kulturen starkt påverkades av den inhemska hinduiska kulturen.
Delhisultanatet gick under när moguldynastin erövrade norra Indien 1526 och etablerade Mogulriket.

## Organisationen av sultanatet
"Regeringen" i delhisultanatet bestod av följande befattningshavare:
1. Sultan; statsöverhuvudet, formellt i lydnadsförhållande till kalifen av Bagdad, men i praktiken helt oberoende. Sultanen var även högste beskyddare inom sitt rike för den islamiska religionen. Tronföljden bestämdes av den "avgående" sultanen, alternativt genomfördes ett tronföljdskrig efter sultanens hädanfärd.
2. Visir, vesir; regeringschefen, premiärministern. Regeringskansliet kallades Diwan-i-Wazir.
3. Musharraf-i-Mumalik; chefen för tidens "skatteverk".
4. Mustauf-i-Mumalik; chefen för tidens "revisionsverk".
5. Sadr-us-Sadar; även kallad Qazi-i-Mumalik. Ansvarig för religiösa ärenden i sultanens regering.
6. Munshi-i-Mumalik; den som ansvarade för sultanens kansli.

## Dynastier
Dynastierna var:
- Mamlukerna (1211 – 1290)
- Khaldji (1290 – 1320)
- Tughlaq (1320 – 1413)
- Sayyiderna (1414 – 1451)
- Lodhi (1451 – 1526)